# Triadesmus gracilis
Triadesmus gracilis är en mångfotingart som beskrevs av Demange 1971. Triadesmus gracilis ingår i släktet Triadesmus och familjen Chelodesmidae. Inga underarter finns listade i Catalogue of Life.